# Longiano
Longiano là một đô thị ở tỉnh Forlì-Cesenatrong vùng Emilia-Romagna, có cự ly khoảng 90 km về phía đông nam của Bologna và khoảng 30 km về phía đông nam của Forlì. 
Longiano giáp các đô thị: Borghi, Cesena, Gambettola, Gatteo, Montiano, Roncofreddo, Santarcangelo di Romagna, Savignano sul Rubicone.

## Các công trình nổi bật chính
- Rocca Malatestiana (lâu đài thế kỷ 13)
- Teatro Petrella (thế kỷ 19)